# Germans de la Misericòrdia
Els Fratri della Misericordia o Frares de la Misericòrdia van ésser una associació benèfica de laics, fundada a Siena pel beat Andreu Gallerani a mitjan segle xiii, amb l'objectiu de fer obres de caritat i viure la perfecció cristiana sense necessitat de fer vots ni viure en comunitat.

## Història
Gallerani va fundar cap al 1240, a Siena la Casa della Misericordia, hospital i centre benèfic destinat a qui no tenia recursos de subsistència. Al voltant seu, un grup de laics, com ell nobles i burgesos benestants, van seguir el seu exemple. A més de dedicar temps i recursos a la beneficència, vivien particularment en austeritat, seguint les directrius de l'espiritualitat franciscana imperant en el moment. Els membres, però, continuaven essent laics i l'associació va mantenir-se com una confraria, sense ser mai un orde religiós, com sí que van ser-ho altres entitats similars com el Tercer Orde Franciscà o els Humiliats.
El consell municipal de Siena va concedir, el 23 de juny de 1251, el reconeixement als "Fratres Misericordiae" del règim jurídic destinat a les obres "ad pias causas", similar al dels ordes religiosos. El juny del 1347 els germans de la Casa della Misericordia van obtenir del municipi el reconeixement oficial de la festa del beat Andrea Gallerani.
La crisi de la institució, cap al final del segle xiv, va fer que hagués de rebre ajut del municipi. El novembre del 1404 el Consell General proposà la transformació de l'hospital de la Misericòrdia en residència per als estudiants de la universitat de la ciutat. El 1408 la confraria va ésser suprimida per una butlla del papa Gregori XII; els seus béns van passar en part a l'hospital de S. Maria della Scala i en part al manteniment de la universitat, a la qual passà la seu de la confraria, anomenada des de llavors Casa della Sapienza.

## Continuïtat
Altres associacions continuaren l'obra dels Frares de la Misericòrdia, com la Compagnia di S. Antonio Abate, del segle xv, suprimida en 1784, però reviscolada durant el XIX i que, en 1835, va esdevenir Confraternità di Misericordia, encara en activitat, reunint voluntaris socials, amb el nom d'Arciconfraternità di Misericordia di Siena.